# 龍双ケ滝
龍双ヶ滝（りゅうそうがたき）は、福井県今立郡池田町にある滝である。福井県では唯一、日本の滝百選に選出されている。

## 概要
部子川と稗田川の合流地点にあり、落差60mの岩肌をなだらかに流れ落ちる分岐瀑である。名前の由来はかつてこの近くに龍双坊という修行僧が住んでいたことに由来する。附近は冬季車両通行止めとなる区間にあるが、四季折々の景色を求めて観光客も多く集う。特に夏から秋にかけては木々の緑とのコントラスト、紅葉の黄や赤とのコントラストが大変見事であり、特に多くの人が集まる。また少し下流に下ったところには甌穴群があり、ここでも水と木々の美しい光景を目にすることが出来る。

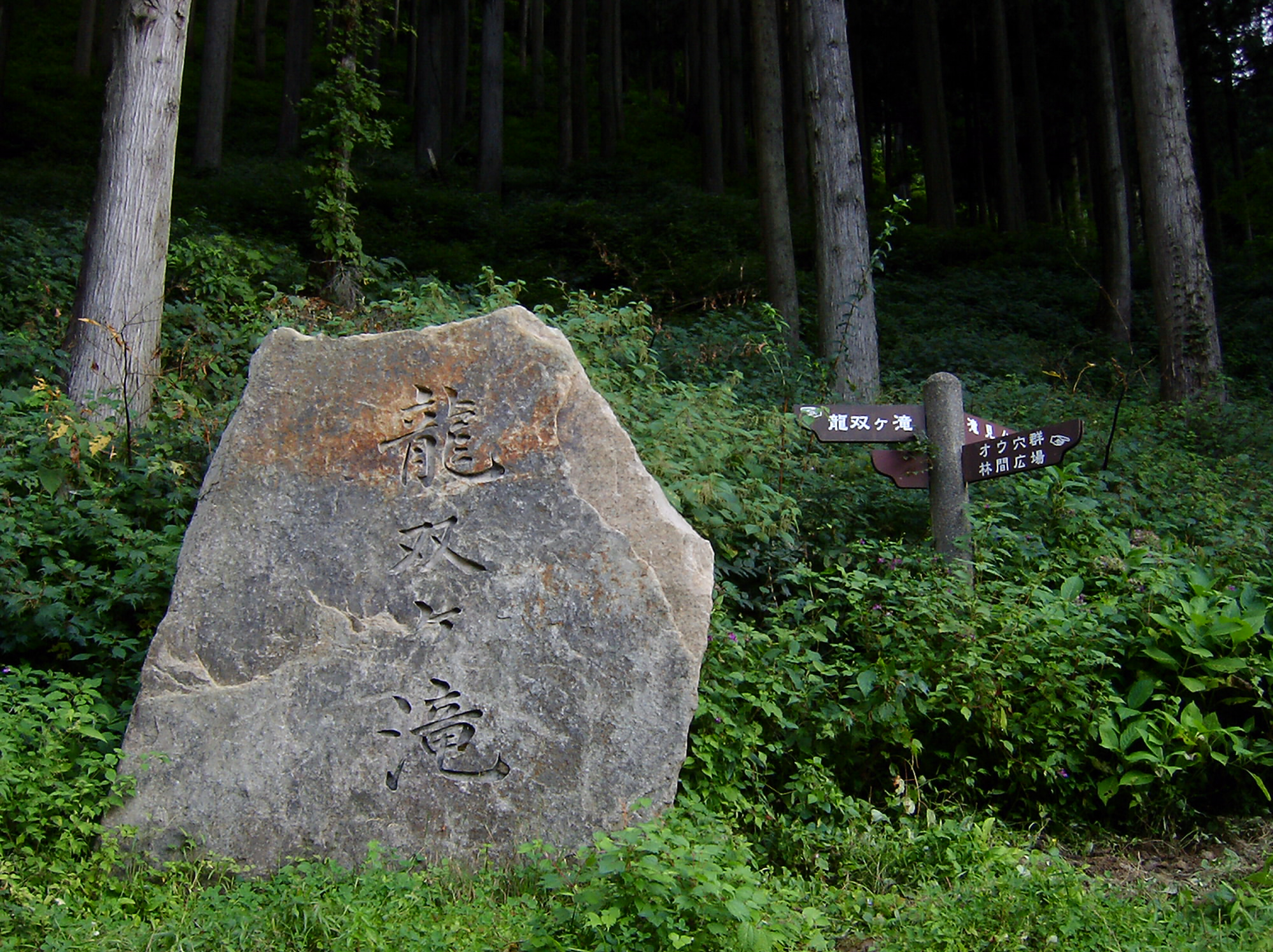
龍双ヶ滝碑と案内板
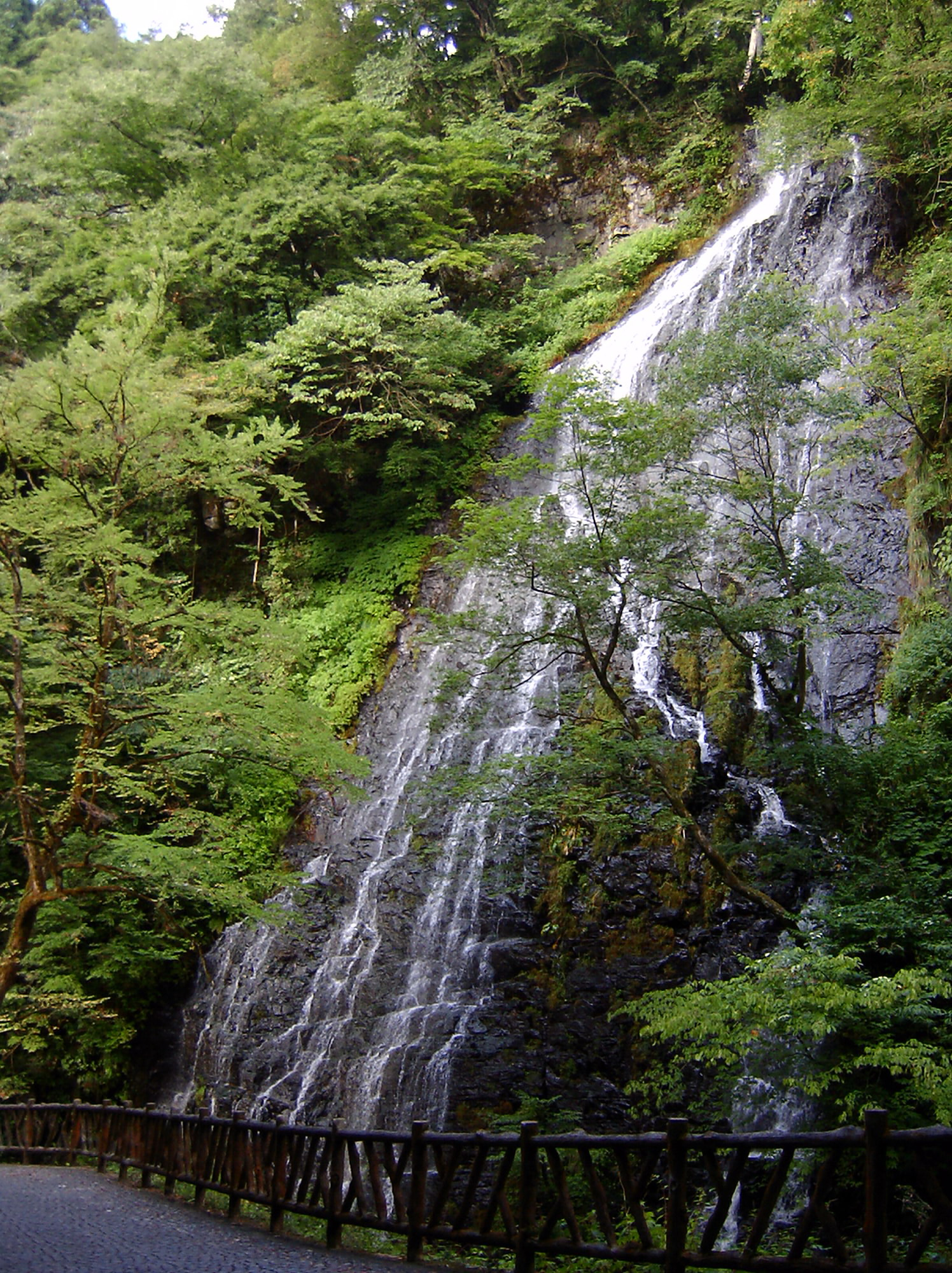
龍双ヶ滝 全景
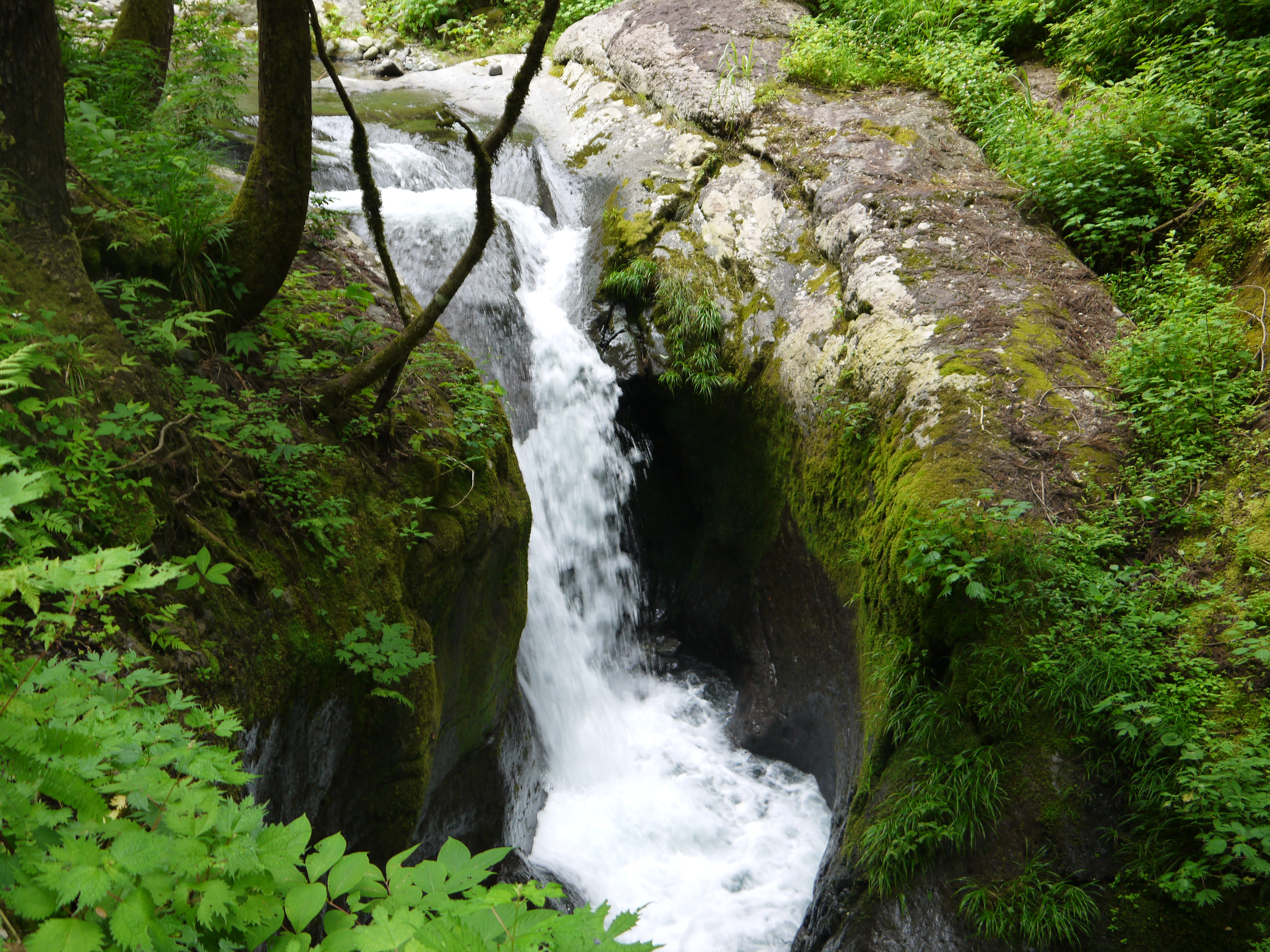
龍双ヶ滝の甌穴

## 伝説
かつてこの龍双ヶ滝には深い滝壷があり（現在は浅いものしか見当たらないが）、そこに龍が住んでいたと言われている。この龍が時折、天に向かう為にこの滝を昇ったという伝説が残っている。

## アクセス
- 池田町より
  - 国道476号－福井県道34号松ケ谷宝慶寺大野線－龍双ヶ滝
- 大野市より
  - 国道158号－福井県道34号松ケ谷宝慶寺大野線－龍双ヶ滝

## 注意点
- 滝見台が設置されているがほぼ未整備に近く、膝丈ほどの草に覆われている。
- 福井県道34号は主要地方道であるが、大変狭路なので離合も難しく、通行には細心の注意が必要である。またこの附近は冬季通行止めとなるため、冬に滝を目指す場合は雪中を徒歩で向かうことを余儀なくされる。それなりの装備が必要となるので注意されたい。